# Демчинский, Николай Иванович
Никола́й Ива́нович Демчи́нский (12 [25] декабря 1910, Мотовиловка, Фастовский район — не ранее 1983) — советский архитектор, проектировщик наземных и подземных объектов Московского метрополитена.

## Биография
Родился в 1910 году на станции Мотовиловка Киевской губернии. Окончил в 1933 году архитектурный факультет Одесского строительного института со званием архитектора. В августе 1933 года поступил в контору «Метропроект» (затем «Метрогипротранс»). С 1950-го — главный архитектор проекта. Член Союза архитекторов СССР с 1940 года. Почётный транспортный строитель с 1981 года.
Жил в Москве по адресу: Большая Черкизовская улица, дом 3.

## Проекты

### Станции Московского метрополитена
| Название                         | Линия  | Год запуска          | Соавторы                                        |
| -------------------------------- | ------ | -------------------- | ----------------------------------------------- |
| Первомайская (временная)         | @3     | 1954, закрыта в 1961 |                                                 |
| Профсоюзная                      | @6     | 1962                 | В. И. Алёшина                                   |
| Речной вокзал                    | @2     | 1964                 | Ю. А. Колесникова                               |
| Преображенская площадь           | @1     | 1965                 |                                                 |
| Каширская                        | @2 @11 | 1969                 | Ю. А. Колесникова                               |
| Каховская                        | @11    | 1969                 | Ю. А. Колесникова                               |
| Калужская                        | @6     | 1974                 | Ю. А. Колесникова                               |
| Ботанический сад (с вестибюлями) | @6     | 1978                 | Ю. А. Колесникова                               |
| Авиамоторная                     | @8     | 1979                 | А. Ф. Стрелков, В. И. Клоков, Ю. А. Колесникова |
| Севастопольская                  | @9     | 1983                 | Ю. А. Колесникова                               |

### Объекты Московского метрополитена
Спроектировал депо «Сокол», «Измайловское» и «Краснопресненское», метромост Сокольнической линии над Яузой. Выполнил проект реконструкции центрального пересадочного узла с новым участком от станции «Площадь Свердлова» и новыми переходами на станции «Площадь Революции», «Проспект Маркса» с выходом на площадь Революции. Спроектировал северный вестибюль станции «Спортивная», два вестибюля станции «Ленинские горы» (вместе с Вероникой Алёшиной, 1959), объединённый вестибюль с эскалаторным залом для станций «Пушкинская» и «Горьковская», вестибюль станции «Шаболовская» (вместе с Юлией Колесниковой, 1980) и др.
Автор проекта тяговой подстанции «Таганская» (Гончарная ул., д. 36, стр. 1).

Разработал и осуществил в 1969 году систему навигации на станциях Московского метрополитена.
Основная схема метрополитена получила более чёткое геометрическое изображение, каждой линии был присвоен свой цвет и введён во все основные указатели — на путевых стенах, в вагонах поездов и в вестибюлях.